# Liste von Konfuzius-Instituten
Dies ist eine Liste von Konfuzius-Instituten (chinesisch 孔子學院 / 孔子学院, Pinyin Kǒngzǐ xuéyuàn). Sind die Konfuzius-Institute an eine Universität oder Hochschule angegliedert, wird diese angegeben. Ist das Konfuzius-Institut eigenständig oder mit nicht-akademischen Partnerinstitutionen verbunden, wird es namentlich genannt.
Die Liste ist in zwei Abschnitte unterteilt:
(1) Der obere Abschnitt ist alphabetisch nach Ländern sortiert.
(2) Der untere Abschnitt ist nach den chinesischen Trägern in Pinyin-Schreibung sortiert. Das Konfuzius-Institut Bremen, Deutschland (德国不莱梅孔子学院), beispielsweise befindet sich dort unter Shoudu shifan daxue 首都师范大学 (Pädagogische Hauptstadt-Universität, Peking).

## Übersicht nach Ländern

### Afghanistan
- Universität Kabul

### Ägypten
- Universität Kairo
- Sueskanal-Universität

### Argentinien
- Universidad Nacional de La Plata
- Universidad de Buenos Aires

### Armenien
- Jerewaner Staatliche W. Brjussow-Universität für Sprachen und Sozialwissenschaften

### Aserbaidschan
- Staatliche Universität Baku

### Äthiopien
- Konfuzius-Institut Addis Abeba

### Australien
- Queensland University of Technology
- Royal Melbourne Institute of Technology
- University of Adelaide
- University of Melbourne
- University of New South Wales
- University of Newcastle
- University of Queensland
- University of Sydney
- University of Western Australia

### Bangladesch
- North South University

### Belarus
- Belarussische Staatliche Universität

### Belgien
- Konfuzius-Institut in Brüssel
- Universität Lüttich
- Gruppe T - Internationale Hochschule Löwen

### Benin
- Universität Abomey-Calavi

### Botswana
- University of Botswana

### Brasilien
- Päpstliche Katholische Universität von Rio de Janeiro
- Universität Brasília
- Universidade Estadual Paulista

### Bulgarien
- St.-Kliment-Ohridski-Universität Sofia

### Chile
- Päpstliche Katholische Universität von Chile
- Universidad Santo Tomás

### China
- Polytechnische Universität Hongkong

### Costa Rica
- Universidad de Costa Rica

### Dänemark
- Ålborg Universitetscenter
- Copenhagen Business School

### Deutschland
- Freie Universität Berlin
- Universität Bonn
- Konfuzius-Institut Bremen (Hochschule Bremen, Jacobs University Bremen, Universität Bremen)
- Fachhochschule Erfurt
- Universität Duisburg-Essen
- Konfuzius-Institut Düsseldorf
- Friedrich-Alexander-Universität Erlangen-Nürnberg
- Konfuzius-Institut Frankfurt am Main
- Albert-Ludwigs-Universität Freiburg
- Georg-August-Universität Göttingen
- Konfuzius-Institut Hamburg
- Konfuzius-Institut Hannover
- Ruprecht-Karls-Universität Heidelberg
- Technische Hochschule Ingolstadt
- Universität Leipzig
- Konfuzius-Institut München
- Konfuzius-Institut Stralsund
- Konfuzius-Institut Trier

### Ecuador
- Universidad San Francisco de Quito

### Estland
- Universität Tallinn

### Finnland
- Universität Helsinki (geschlossen)[1]

### Frankreich
- Institut Confucius d’Alsace
- Universität Angers
- Universität Artois
- Institut Confucius de Bretagne
- Institut Confucius Clermont-Ferrand Auvergne
- Universität Pierre Mendès-France Grenoble II
- Universität La Réunion
- Universität La Rochelle
- Institut Confucius de Lyon (Universität Lyon II und Universität Lyon III)
- Centre culturel de Chine à Paris
- Universität Paris VII
- Universität Paris-Nanterre
- Universität Poitiers
- Universität Toulouse I

### Georgien
- Freie Universität Tiflis

### Griechenland
- Wirtschaftsuniversität Athen

### Vereinigtes Königreich|Großbritannien
- Cardiff University
- University of Glasgow
- School Network Confucius Institute
- London School of Economics and Political Science
- University of Edinburgh
- London South Bank University
- School of Oriental and African Studies
- University of Central Lancashire
- University of Liverpool
- University of Manchester
- University of Nottingham
- University of Sheffield
- University of Wales, Lampeter

### Indien
- Jawaharlal Nehru University
- VIT University

### Indonesien
- Jakarta BTIP Kongzi Institute
- Hasanuddin-Universität
- Staatliche Universität Malang
- Christliche Universität Maranatha
- Tanjungpura-Universität
- Al-Alzhar-Universität Indonesien
- Staatliche Universität Surabaya

### Iran
- Universität Teheran

### Irland
- University College Dublin
- University College Cork

### Island
- Universität Island

### Israel
- Universität Tel Aviv

### Italien
- Universität Bologna
- Scuola Superiore Sant’Anna
- Universität Neapel L’Orientale
- Universität Mailand
- Universität Padua
- Universität La Sapienza
- Universität Turin
- Katholische Universität vom Heiligen Herzen (Campus Mailand)
- Universität Venedig

### Jamaika
- University of the West Indies Mona Campus

### Japan
- Aichi-Universität
- Fukuyama-Universität
- Hokuriku-Universität
- Kansai-Gaidai-Universität
- Kogakuin-Universität
- Oberlin-Universität
- Okayama-Shoka-Universität
- Osaka-Sangyo-Universität
- Ritsumeikan-Universität
- Asiatisch-Pazifische Ritsumeikan-Universität
- Sapporo-Universität
- Waseda-Universität

### Jordanien
- Konfuzius-Institut der Talal-Abu-Ghazaleh-Organisation

### Kasachstan
- Eurasische Nationale Universität
- Al-Farabi-Universität

### Kambodscha
- Königliche Akademie von Kambodscha

### Kamerun
- Universität Yaoundé

### Kanada
- Brock University
- Carleton University
- British Columbia Institute of Technology
- Confucius Institute in Edmonton
- Confucius Institute in New Brunswick
- Institut Confucius au Québec (Dawson College und Université de Sherbrooke)
- Saint Mary’s University Halifax
- University of Waterloo

### Kenia
- Kenyatta University
- University of Nairobi

### Kirgisistan
- Universität für Humanwissenschaften Bischkek
- Kirgisische Nationaluniversität

### Kolumbien
- Universidad de Antioquia
- Universidad de los Andes (Kolumbien)

### Republik Korea
- Cheju-Halla-Universität
- Universität Chungbuk
- Universität Chungnam
- Konfuzius-Institut Seoul
- Sehan-Universität
- Daejin-Universität
- Dong-A University
- Dongseo-Universität
- Fremdsprachenuniversität Hankuk
- Honam-Universität
- Nationaluniversität Kangwon
- Keimyung-Universität
- Kyung-Hee-Universität
- Soon-Chun-Hyang-Universität
- Woosong-Universität
- Universität Incheon
- Woosuk-Universität

### Kuba
- Universität von Havanna

### Laos
- Nationaluniversität Laos

### Libanon
- Université Saint-Joseph

### Liberia
- University of Liberia

### Litauen
- Universität Vilnius

### Madagaskar
- Université d’Antananarivo

### Malaysia
- Universität Malaya
- Jiaotong-Universität Shanghai-Malaysia Global Hanyu & Culture Center

### Malta
- Universität Malta

### Marokko
- Mohammed-V.-Universität

### Mexiko
- Nationale Autonome Universität von Mexiko
- Universidad Autónoma de Chihuahua
- Universidad Autónoma de Nuevo León
- Universidad Autónoma de Yucatán
- Instituto Confucio in Mexiko-Stadt

### Moldawien
- Freie Internationale Universität Moldawiens

### Mongolei
- Nationaluniversität der Mongolei

### Nepal
- Kathmandu University

### Neuseeland
- Confucius Institute in Auckland
- University of Canterbury
- Victoria University of Wellington

### Niederlande
- Universität Leiden

### Nigeria
- Nnamdi Azikiwe University
- University of Lagos

### Norwegen
- Bergen Konfutse-institutt

### Österreich
- Universität Graz
- Universität Wien

### Pakistan
- National University of Modern Languages

### Peru
- Päpstliche Katholische Universität von Peru
- Universidad Católica de Santa María
- Universidad Ricardo Palma
- Universidad de Piura

### Philippinen
- Angeles University Foundation
- Bulacan State University
- Ateneo de Manila University

### Polen
- Adam-Mickiewicz-Universität Posen
- Jagiellonen-Universität
- Technische Universität Opole
- Universität Breslau

### Portugal
- Universität Lissabon
- Universität Minho

### Ruanda
- Kigali Institute of Education

### Rumänien
- Babeș-Bolyai-Universität Cluj
- Lucian-Blaga-Universität

### Russland
- Staatliche Amur-Universität für Geisteswissenschaften und Pädagogik
- Staatliche Pädagogische Universität Blagoweschtschensk
- Staatliche Universität Burjatien
- Föderations-Universität des Fernen Ostens
- Staatliche Universität Irkutsk
- Kalmückische Staatliche Universität
- Staatliche Universität Kasan
- Staatliche Linguistische Universität Moskau
- Lomonossow-Universität
- Staatliche Linguistische Universität Nischni Nowgorod
- Staatliche Technische Universität Nowosibirsk
- Staatliche Russische Universität für Geisteswissenschaften
- Staatliche Universität Rjasan
- Staatliche Universität Sankt Petersburg
- Staatliche Universität Tomsk
- Staatliche Gorki-Universität des Uralgebiets
- Staatliche Pädagogische Universität Wolgograd

### Sambia
- Universität von Sambia

### Schweden
- Universität Stockholm (geschlossen)[2]

### Schweiz
- Universität Basel
- Universität Genf
- Universität Zürich

### Serbien
- Confucius Institute in Belgrade

### Simbabwe
- University of Zimbabwe

### Singapur
- Nanyang Technological University

### Slowakei
- Slowakische Technische Universität Bratislava

### Slowenien
- University of Ljubljana

### Spanien
- Confucius Institute in Barcelona
- Confucius Institute in Madrid
- University of Granada
- University of Valencia

### Sri Lanka
- University of Kelaniya

### Südafrika
- Rhodes University
- Stellenbosch University
- Tshwane University of Technology
- University of Cape Town

### Sudan
- Universität Khartum

### Tadschikistan
- Tadschikische Nationaluniversität

### Tansania
- University of Dar es Salaam

### Thailand
- Rajabhat-Universität Bansomdejchaopraya
- Betong Municipality
- Burapha University
- Chiang Mai University
- Chulalongkorn University
- Kasetsart University
- Khon Kaen University
- Mae Fah Luang University
- Mahasarakham University
- Prince of Songkla-Universität, (Hat-Yai-Campus)
- Prince of Songkla-Universität, (Phuket-Campus)
- Suan Dusit Rajabhat University

### Togo
- University of Lome

### Tschechien
- Palacký-Universität Olmütz

### Türkei
- Boğaziçi Üniversitesi
- Technische Universität des Nahen Ostens

### Ukraine
- Nationale W.-N.-Karasin-Universität Charkiw
- Nationale Pädagogische Universität Luhansk
- Nationale Taras-Schewtschenko-Universität Kiew

### Ungarn
- Loránd-Eötvös-Universität

### USA
- Alfred University
- Arizona State University
- Bryant University
- Cleveland State University
- Community College of Denver
- Confucius Institute at China Institute
- Confucius Institute at Columbia University
- Confucius Institute in Atlanta
- Confucius Institute in Chicago
- Confucius Institute in Indianapolis
- Confucius Institute of the State of Washington
- George Mason University
- Georgia State University
- Kennesaw State University
- Kentucky University
- Miami Dade College
- Miami University
- Michigan State University
- Middle Tennessee University
- New Mexico State University
- North Carolina State University
- Pace University
- Pennsylvania State University
- Pfeiffer University
- Portland State University
- Presbyterian College
- Purdue University
- Rutgers, the State University of New Jersey
- San Diego State University
- San Francisco State University
- State College of Optometry_State University of New York
- State University of New York at Binghamton
- State University of New York at Buffalo
- Stanford University
- Stony Brook University
- Texas A&M University
- Troy University
- University of Akron
- University of Alaska-Anchorage
- University of Arizona
- University of California_Los Angeles
- University of Central Arkansas
- University of Chicago
- University of Delaware
- University of Hawaii at Manoa
- University of Iowa
- University of Kansas
- University of Maryland
- University of Massachusetts Confucius Institute at Boston
- University of Memphis
- University of Michigan
- University of Minnesota
- University of Montana
- University of Nebraska-Lincoln
- University of New Hampshire
- University of Oklahoma
- University of Oregon
- University of Pittsburgh
- University of Rhode Island
- University of South Carolina
- University of South Florida
- University of Texas at Dallas
- University of Texas at San Antonio
- University of Toledo
- University of Utah
- University of Wisconsin-Platteville
- Valparaiso University
- Wayne State University
- Webster University
- West Kentucky University
- Western Michigan University

### Usbekistan
- Orient-Hochschule Taschkent

### Vereinigte Arabische Emirate
- University of Dubai
- Zayed University

## Nach den chinesischen Trägern sortierte Übersicht
Quelle: fao.fudan.edu – Die Bezeichnung Konfuzius-Institut im Namen wurde meist weggelassen.
- Beihua-Universität
  - Nationaluniversität Kangwon, Korea

- Peking-Universität
  - Ritsumeikan-Universität, Japan
  - Chulalongkorn-Universität, Thailand
  - Universität Kairo, Ägypten
  - Institute of Education, University of London (IOE), Vereinigtes Königreich
  - Freie Universität Berlin, Deutschland
  - Staatliche Universität Moskau, Russland
  - Universität Granada, Spanien

- Zweite Pekinger Fremdsprachenhochschule
  - Mohammed-V.-Universität, Marokko
  - Universidad Autónoma de Chihuahua, Mexiko
  - University of Central Lancashire, Vereinigtes Königreich

- Beijing Jiaotong-Universität
  - Texas Southern University, Vereinigte Staaten
  - Leuven Engineering School Group T, Belgien

- Beijing Union University
  - University of Wales, Trinity Saint David, Vereinigtes Königreich

- Pädagogische Universität Peking
  - San Francisco State University, Vereinigte Staaten
  - University of Oklahoma, Vereinigte Staaten
  - Confucius Institute In Quebec, Kanada
  - University of Manchester, Vereinigtes Königreich

- Universität für Sprache und Kultur Peking
  - Western Michigan University, Vereinigte Staaten
  - University of Sheffield
  - Institut Confucius de La Rochelle, Frankreich

- Sport-Universität Peking
  - 挪威卑尔根孔子学院

- Pekinger Fremdsprachenuniversität
  - Zayed University, Vereinigte Arabische Emirate
  - Universiti Malaya, Malaysia
  - University of Hawaii at Manoa, Vereinigte Staaten
  - Konfuzius-Institut London, Vereinigtes Königreich
  - Universität Wien, Österreich
  - Konfuzius-Institut Krakau, Polen
  - Konfuzius-Institut Barcelona, Spanien

- Tanzhochschule Peking
  - University of London Goldsmiths Confucius Institute for Dance and Performance, Vereinigtes Königreich

- Technische Universität Changsha
  - University of Liberia, Liberia

- Chengdu-Akademie
  - University of New Hampshire, Vereinigte Staaten

- Universität Chongqing
  - Konfuzius-Institut Pisa, Italien

- Pädagogische Universität Chongqing
  - Edge Hill University, Vereinigtes Königreich

- Technische Universität Dalian
  - Pennsylvania State University, Vereinigte Staaten

- Pädagogische Universität Nordostchinas
  - Universität Valencia, Spanien

- Universität Südostchinas
  - University of Tennessee, Vereinigte Staaten

- Universität für Außenwirtschaft und Handel
  - Russian State University for the Humanities, Russland
  - Universidad Autónoma de Nuevo León, Mexiko

- Pädagogische Universität Fujian
  - Angeles University Foundation, Philippinen

- Fudan-Universität
  - Confucius Institute in Auckland, Neuseeland
  - Konfuzius-institut Stockholm, Schweden
  - University of Nottingham, Vereinigtes Königreich
  - Universität Hamburg, Deutschland

- Guangxi-Universität
  - Confucius Institute of Suan Dusit Rajabhat University, Thailand
  - Universität Tallinn, Estland

- Pädagogische Universität Guangxi
  - Prince of Songkla-Universität, Thailand

- Universität für Fremdsprachen und Außenhandel Guangdong
  - Sapporo-Universität, Japan

- Guangzhou-Universität
  - Confucius Institute at Wesleyan College, Vereinigte Staaten
  - Universität Padua, Italien

- Guizhou-Universität
  - Confucius Institute of Presbyterian College, Vereinigte Staaten

- Pädagogische Universität Harbin
  - Daejin University, Korea
  - Confucius Institute for Traditional Chinese Medicine, London, Vereinigtes Königreich

- Pädagogische Universität Hangzhou
  - Middle Tennessee State University, Vereinigte Staaten

- Hebei University of Economics and Business
  - Universität von Sambia, Sambia

- Hebei Normal University of Science and Technology
  - Troy University, Vereinigte Staaten

- Henan-Universität
  - University of Akron, Vereinigte Staaten

- Hochschule Heihe
  - Blagoveshchensk State Pedagogic University, Russland

- Heilongjiang University of Chinese Medicine
  - Confucius Institute for Traditional Chinese Medicine, London, Vereinigtes Königreich

- Hubei-Universität
- University of Memphis, Vereinigte Staaten
- Universidade de São Paulo, Brasilien

- Hunan-Universität
  - Honam University, Korea

- Pädagogische Universität Hunan
  - Staatliche Universität Kasan, Russland

- Education Department of Hunan Province
  - Konfuzius-Institut Toronto, Kanada

- Pädagogische Universität Ostchina
  - University of Oregon, Vereinigte Staaten
  - Tulane University, Vereinigte Staaten

- Technische Universität Südchina
  - Lancaster University, Vereinigtes Königreich

- Universität der Übersee-Chinesen
  - Kasetsart-Universität, Thailand

- Universität für Wissenschaft und Technik Zentralchina
  - Wayne State University, Vereinigte Staaten
  - University of Canterbury, Neuseeland
  - Universidade Federal de Minas Gerais

- Pädagogische Universität Zentralchinas
  - University of Kansas, Vereinigte Staaten

- Jiangnan-Universität
  - University of California, Davis, Vereinigte Staaten

- Pädagogische Universität Jiangxi
  - University of Illinois at Urbana-Champaign, Vereinigte Staaten

- Jiangsu-Universität
  - Universität Graz, Österreich

- Pädagogische Universität Jiangsu
  - Miami Dade College, Vereinigte Staaten

- Education Department of Jiangsu Province
  - Institut Confucius d'Alsace, Frankreich

- Jilin-Universität
  - Rutgers, The State University of New Jersey, Vereinigte Staaten
  - Universidad de Buenos Aires, Argentinien
  - Nationale Taras-Schewtschenko-Universität Kiew, Ukraine

- Jiujiang-Universität
  - Confucius Institute of Royal Academy of Cambodia

- Lanzhou-Universität
  - Free University of Tbilisi, Georgien

- Luhe-Universität
  - Konfuzius-Institut Mexiko-Stadt

- Minjiang-Universität
  - Brock University, Kanada

- Nanjing University of Finance and Economics
  - Vereinigte Staaten

- Nanjing-Universität
  - Päpstliche Katholische Universität von Chile
  - University of Sheffield, Vereinigtes Königreich
  - Albert-Ludwigs-Universität Freiburg, Deutschland
  - Artois, Frankreich

- Landwirtschaftliche Universität Nanjing
  - Confucius Institute at Egerton University, Kenia

- Nanjing University of Traditional Chinese Medicine
  - Royal Melbourne Institute of Technology, Australien

- Nankai-Universität
  - Confucius Institute at Cheju Halla college, Korea
  - Aichi-Universität, Japan
  - Kolumbien
  - University of Glasgow, Vereinigtes Königreich
  - Universidade do Minho, Portugal

- Universität der Inneren Mongolei
  - Russland

- Qingdao-Universität
  - Daebul University, Korea
  - University of South Florida, Vereinigte Staaten

- Shandong-Universität
  - Confucius Institute at Dongseo University, Korea
  - Niederlande

- Education Department of Shandong Province
  - University of New Brunswick, Kanada

- Pädagogische Universität Shandong
  - Woosuk University, Korea
  - Central Connecticut State University, Vereinigte Staaten

- Shanxi-Universität
  - Confucius Institute at Pfeiffer University, Vereinigte Staaten

- Shanghai-Universität
  - Boğaziçi Üniversitesi, Türkei

- Jiaotong-Universität Shanghai
  - University of California, Los Angeles, Vereinigte Staaten
  - Purdue University, Vereinigte Staaten
  - Universität Heidelberg, Deutschland

- Fremdsprachenuniversität Shanghai
  - Osaka Sangyo University, Japan
  - Päpstliche Katholische Universität von Peru, Peru

- Pädagogische Universität Shenyang
  - Université Saint-Joseph, Libanon

- Shijiazhuang Language and Culture Exchange College
  - New Mexico State University, Vereinigte Staaten

- Hauptstadt-Universität für Wirtschaft und Handel
  - Cleveland State University, Vereinigte Staaten

- Pädagogische Hauptstadt-Universität
  - Universidad de Piura, Peru
  - Konfuziusinstitut Bremen, Deutschland

- Sichuan-Universität
  - Woosong University, Korea
  - University of Utah, Vereinigte Staaten

- Sichuan-Universität, Chongqing Education Commission
  - Washington State University, Vereinigte Staaten

- Pädagogische Universität Sichuan
  - Yonsei University, Korea

- Fremdsprachenhochschule Sichuan
  - Confucius Institute at Nizhny Novgorod State Linguistic University, Russland

- Suzhou-Universität
  - Portland State University, Vereinigte Staaten

- Technische Universität Taiyuan
  - Universität Kabul, Afghanistan

- Tianjin University of Technology
  - Adam-Mickiewicz-Universität Posen, Polen
  - University of Mumbai, Indien

- Tianjin University of Technology and Education
  - Universität Addis Abeba, Äthiopien

- Pädagogische Universität Tianjin
  - University of Nairobi, Kenia

- Tianjin Education Commission
  - Scotland's National Centre for. Language, Vereinigtes Königreich

- Fremdsprachenuniversität Tianjin
  - Confucius Institute at Fundacion Universidad De Bogota-Jorge Tadeo Lozano, Kolumbien
  - Confucius Institute at Volgograd State Pedagogical University, Russland

- Hochschule für Auswärtige Angelegenheiten
  - Universität Französisch-Polynesien, Frankreich

- Wenzhou Medical College
  - Confucius Institute at State College of Optometry, State University of New York. City, New York, Vereinigte Staaten

- Wenzhou Medical College, Wenzhou-Universität
  - Burapha-Universität, Thailand

- Wuhan-Universität
  - University of Pittsburgh, Vereinigte Staaten
  - University of Aberdeen, Vereinigtes Königreich
  - Universität Duisburg-Essen, Deutschland

- Xiamen-Universität
  - Technische Universität des Nahen Ostens, Türkei
  - Stellenbosch University, Südafrika
  - University of Delaware, Vereinigte Staaten
  - Victoria University of Wellington, Neuseeland
  - Cardiff University, Vereinigtes Königreich
  - University of Southampton, Vereinigtes Königreich
  - Newcastle University, Vereinigtes Königreich
  - Universität Trier, Deutschland
  - Universität Paris Ouest Nanterre La Défense, Frankreich
  - Universität Malta

- Jiaotong-Universität Xi’an
  - University of Liverpool, Vereinigtes Königreich

- Universität für Finanzwesen und Wirtschaft Xinjiang
  - Confucius Institute at Aktobe State Pedagogical Institute, Kasachstan

- Pädagogische Universität Xinjiang
  - Kyrgyz National University, Kirgisistan
  - Osh State University, Kirgisistan

- Yanbian-Universität
  - Universität Chungbuk, Korea

- Yunnan-Universität
  - North South University, Bengalen

- Pädagogische Universität Yunnan
  - Chiang Mai University, Thailand

- Polytechnische Universität Zhejiang
  - Valparaiso University, Vereinigte Staaten

- Hochschule für Wissenschaft und Technik Zhejiang
  - Babeș-Bolyai-Universität Cluj, Rumänien

- Pädagogische Universität Zhejiang
  - University of Yaoundé, Kamerun
  - University of Dar es Salaam, Tansania

- Chinesische Universität für Medienkommunikation
  - Federal University of Rio Grande do Sul, Brasilien
  - Konfuzius-Institut in Belgrad, Serbien

- Chinesische Volksuniversität
  - Columbia University, Vereinigte Staaten
  - University of Chicago, Vereinigte Staaten
  - Universität Leipzig, Deutschland
  - Università di Bologna, Italien
  - Universität Helsinki, Finnland
  - University of Michigan, Vereinigte Staaten

- Chinesische Universität für Erdölwesen (Peking)
  - Universidad San Francisco de Quito, Ecuador

- National Academy of Chinese Theatre Arts
  - Confucius Institute of Chinese Opera at the State University of New York at Binghamton, Vereinigte Staaten

- Chinesische Universität für Politikwissenschaft und Recht
  - Bangor University, Vereinigtes Königreich

- Sun-Yat-sen-Universität
  - University of Cape Town, Südafrika
  - Confucius Institute in Indianapolis, Vereinigte Staaten
  - Confucius Institute at Autonomic National University of Mexico

- Zentrale Nationalitäten-Universität
  - Old Dominion University, Vereinigte Staaten